# بلند (سیگار)
بلند  (به انگلیسی: Blend) یک برند سیگار ایجاد شده در سوئد است؛ که در حال حاضر توسط Svenska Tobaks AB تولید می‌شود. این برند در سال ۱۹۷۱ پایه‌گذاری گردید.